# 프랑크 리베람
프랑크 리베람(Frank Lieberam, 1962년 12월 17일 ~ )는 K리그에 입단한 두 번째 독일 출신 외국인 선수이자 최초 독일 분데스리가 출신으로 많은 기대속에 1992시즌에 입단하였으며 현대 호랑이(현 울산 현대 축구단)에서 활약하였으며 당시 등록명은 프랑크이다.